# Поризм Понселе
Поризм Понселе — классическая теорема проективной геометрии.
Назван в честь Жан-Виктора Понселе.

## История
Поризм Понселе был открыт французским математиком Жан-Виктором Понселе в 1812—1814 годах, когда он находился в плену в Саратове.
В саратовском плену он написал (в основном) свой трактат о проективных свойствах фигур, а также трактат по аналитической геометрии (семь тетрадей, изданных впоследствии — в 1862—1864 годах — под заглавием «Applications d’Analyse et de Géometrie»).
Частный случай для треугольника можно вывести из теоремы Эйлера.

## Формулировка
Пусть {\displaystyle A_{1}A_{2}\ldots A_{n}} — многоугольник с {\displaystyle n} различными вершинами, вписанный в конику {\displaystyle C} и описанный около другой коники {\displaystyle \Gamma }. Тогда для любых точек {\displaystyle B_{1},B_{2}} коники {\displaystyle C}, таких, что {\displaystyle B_{1}\neq B_{2}} и {\displaystyle B_{1}B_{2}} касается {\displaystyle \Gamma }, существует многоугольник {\displaystyle B_{1}B_{2}\ldots B_{n}}, вписанный в {\displaystyle C} и описанный около {\displaystyle \Gamma }.

### Замечания
- Если коника является окружностью, многоугольники, которые вписаны в один круг и описанные около другого называются бицентрическими многоугольниками. Подробнее — в [3]:p. 94.

## Вариации и обобщения

### Теорема Кэли
Пусть {\displaystyle f} — окружность {\displaystyle x^{2}+y^{2}=1}, а {\displaystyle g} — эллипс {\displaystyle ax^{2}+by^{2}=1}. Тогда условие на зацикливание цепи задаётся в терминах ряда Тейлора функции {\displaystyle {\sqrt {(a^{2}+t)(b^{2}+t)(1+t)}}=c_{0}+c_{1}t+c_{2}t^{2}+\dots }. (Каждый коэффициент {\displaystyle c_{i}} вычисляется через {\displaystyle a} и {\displaystyle b}, например, {\displaystyle c_{0}=ab}.) А именно:
1. Цепь Понселе пары {\displaystyle f} и {\displaystyle g} зацикливается за {\displaystyle 2m+1} шагов тогда и только тогда, когда
{\displaystyle {\begin{vmatrix}c_{2}&\dots &c_{m+1}\\\vdots &&\vdots \\c_{m+1}&\dots &c_{2m}\end{vmatrix}}=0.}
2. Цепь Понселе пары {\displaystyle f} и {\displaystyle g} зацикливается за {\displaystyle 2m} шагов тогда и только тогда, когда[4]
{\displaystyle {\begin{vmatrix}c_{3}&\dots &c_{m+1}\\\vdots &&\vdots \\c_{m+1}&\dots &c_{2m-1}\end{vmatrix}}=0.}

### Теорема Шварца
Пусть {\displaystyle A_{0}A_{1}\dots } — цепь Понселе.
Обозначим через {\displaystyle \ell _{i}} прямую {\displaystyle A_{i}A_{i+1}} и рассмотрим точки пересечения {\displaystyle B_{i,j}=\ell _{i}\cap \ell _{j}}. Тогда для любого целого {\displaystyle k}
1. Все точки {\displaystyle B_{i,i+k}} лежат на одном коническом сечении.
2. Все точки {\displaystyle B_{i,k-i}} лежат на одном коническом сечении.

### Многомерный аналог
Алгебраическое доказательство теоремы Понселе опирается на тот факт, что пересечение двух квадрик в трёхмерном проективном пространстве — это эллиптическая кривая. В 1972 году Майлз Рид в своей диссертации доказал обобщение этого факта. Именно, теорема Рида утверждает, что многообразие, параметризующее линейные {\displaystyle (n-1)}-мерные подпространства в {\displaystyle (2n+1)}-мерном проективном пространстве, лежащие на пересечении двух {\displaystyle 2n}-мерных квадрик (при условии, что это пересечение неособо), есть якобиево многообразие некоторой гиперэллиптической кривой (разветвлённого двойного накрытия рациональной кривой). Эту гиперэллиптическую кривую можно построить как геометрическое место {\displaystyle (n-1)}-мерных подпространств на пересечении двух квадрик, которые пересекают некоторое фиксированное {\displaystyle (n-1)}-мерное подпространство, также лежащее на пересечении квадрик, по подпространству размерности не менее {\displaystyle n-2}. Если эти квадрики приведены к главным осям (то есть имеют однородные уравнения
{\displaystyle z_{0}^{2}+z_{1}^{2}+\dots +z_{2n+1}^{2}=0,}
{\displaystyle b_{0}z_{0}^{2}+b_{1}z_{1}^{2}+\dots +b_{2n+1}z_{2n+1}^{2}=0}
для некоторых коэффициентов {\displaystyle b_{0},b_{1},\dots b_{2n+1}}), то эта кривая бирационально изоморфна кривой, заданной уравнением
Донаги заметил, что закон сложения на таком многообразии можно определять геометрически. Именно, если {\displaystyle Q} — какая-то квадрика из пучка, порождённого нашими двумя квадриками (обозначим их за {\displaystyle Q_{1}} и {\displaystyle Q_{2}}), {\displaystyle E_{1}} и {\displaystyle E_{2}} — два {\displaystyle n}-мерных подпространства, лежащих на {\displaystyle Q} и относящихся к одному и тому же связному семейству, и {\displaystyle E_{i}} высекает на пересечении двух квадрик два {\displaystyle (n-1)}-мерных подпространства {\displaystyle \ell _{i1}} и {\displaystyle \ell _{i2}}, то сложение однозначно определяется правилом {\displaystyle \ell _{11}+\ell _{12}=\ell _{21}+\ell _{22}} (и выбором нуля). К примеру, если {\displaystyle n=1}, то сложение точек на эллиптической кривой определяется следующим образом. Выберем точку {\displaystyle O} в качестве нуля. Для того, чтобы сложить точки {\displaystyle A} и {\displaystyle B}, проведём прямую {\displaystyle AB}, и рассмотрим квадрику из пучка, на которой эта прямая лежит (такая квадрика единственна и может быть построена, например, как объединение секущих прямой {\displaystyle AB}, дважды пересекающих эллиптическую кривую). Прямая {\displaystyle AB}, будучи образующей двумерной квадрики, принадлежит к однопараметрическому связному семейству. Выберем из этого семейства прямую {\displaystyle p}, проходящую через точку {\displaystyle O}. Вторая точка пересечения прямой {\displaystyle p} с эллиптической кривой и будет суммой искомой суммой {\displaystyle A+B}.